# Tour della nazionale maschile di rugby a 15 dell'Australia 1921-1925
Tra il 1921 e il 1928 molte selezioni australiane di rugby a 15 hanno girato il mondo
In realtà questi tour erano organizzati sotto l'egida della New South Wales Rugby Union, la federazione del Nuova Galles del Sud.
Ma in pratica si trattava della nazionale australiana di rugby union, in quanto la federazione del Queensland si era sciolta durante il 1919, dopo che la maggior parte dei club si erano convertiti al Rugby League e analoga sorte era avvenuta negli stati australiani dove la scena era (ed è) dominata dal Football Australiano.Dunque la "New South Wales Rugby Union" era rimasta la sola federazione ad amministrare il gioco e a rappresentare il paese in questo sport.
I tour sono comunque annoverati, come quelli del 1927-28 e 1928, tra i tour della nazionale di rugby a 15 dell'Australia.
Solo negli anni '30 con la ricostituzione di una federazione del Queensland si torna a parlare di una selezione realmente australiana.
La federazione neozelandese a differenza di quelle europee non riconobbe mai come ufficiali i match disputati dalla sua nazionale contro i Waratahs. Per quanto riguarda l'Australia, esse vennero annoverate tra i match della rappresentativa dello stato di Sydney e solo nel 1986 l'Australian Rugby Union riconobbe tali match come incontri ufficiali della nazionale Australiana.
Va detto che l'International Board aiutò notevolmente la federazione di Sydney a far sopravvivere il gioco a 15 in Australia, nel momento in cui, come avvenuto a Brisbane, il rugby League a 13 stava prendendo il sopravvento in Australia.

## 1921: in Nuova Zelanda
- La selezione del Nuovo Galles del Sud si reca a settembre in tour in Nuova Zelanda. Nell'unico incontro con gli All Blacks [collegamento interrotto], vincono 0-17.

| Whangarei 10 agosto 1921 | Northland (North Auckland) | 8 – 17 | New South Wales |  |

| Hamilton 13 agosto 1921 | Waikato | 11 – 28 | New South Wales |  |

| Rotorua 15 agosto 1921 | Bay of Plenty | 3 – 20 | New South Wales |  |

| Gisborne 18 agosto 1921 | Poverty Bay | 8 – 26 | New South Wales |  |

| Masterton 20 agosto 1921 | Wairarapa-Bush | 5 – 34 | New South Wales |  |

| Blenheim 24 agosto 1921 | Marloborough | 11 – 19 | New South Wales |  |

| Westport 27 agosto 1921 | Buller | 11 – 25 | New South Wales |  |

| Greymouth 31 agosto 1921 | West Coast | 11 – 26 | New South Wales |  |

| Christchurch 3 settembre 1921 | Nuova Zelanda XV | 0 – 17 | New South Wales |  |

| Wellington 7 settembre 1921 | Wellington | 16 – 8 | New South Wales |  |

## 1923: in Nuova Zelanda
- La selezione del Nuovo Galles del Sud si reca invece in tour in Nuova Zelanda. Questi i risultati:

| Wellington 19 agosto 1923 | Wellington-Manawatu | 23 – 16 | New South Wales |  |

| Timaru 23 agosto 1923 | South Canterbury | 10 – 23 | New South Wales |  |

| Arbitro: | A Eckhold |

|                                                                      |           |                              |
| mete: Belliss, McMeeking Tilyard trasf.: Sinclair 2 c.p.: Sinclair 2 | Marcatori | mete: Sheehan, Smith Stanley |

| Invercargill 29 agosto 1923 | Southland | 31 – 9 | New South Wales |  |

| Arbitro: | J Peake |

| |           |                        |
| mete: Brownlie, Donald Lucas, Potaka Pringle, Richardson Williams trasf.: Sinclair 5 c.p.: Sinclair | Marcatori | mete: Erasmus, Marrott |

| Wellington 5 settembre 1923 | Hawkes Day, Poverty Bay, and East Coast | 32 – 15 | New South Wales |  |

| Auckland 8 settembre 1923 | Auckland | 27 – 11 | New South Wales |  |

| 12 settembre 1923 | Waikato | 6 – 11 | New South Wales |  |

| Arbitro: | J Simpson |

|                                                                                                  |           |                                                        |
| mete: Lucas 2, Morgan H Nicholls, Paewai E Stewart 2, Tunnicliff trasf.: McLean 4 c.p.: McLean 2 | Marcatori | mete: Nothling, Stanley trasf.: Stanley c.p.: Nothling |

## 1925: in Nuova Zelanda
La Selezione del Nuovo Galles del Sud restituisce la visita Neozelandese di pochi mesi prima .
| Palmerston North 22 agosto 1925 | Manawatu-Horowenua and Wellington | 8 – 20 | New South Wales |  |

| 26 agosto 1925 | West Coast-Buller | 14 – 32 | New South Wales |  |

| Dunedin 29 agosto 1925 | Otago-Southland | 17 – 22 | New South Wales |  |

| Christchurch 3 settembre 1925 | Canterbury | 22 – 13 | New South Wales |  |

| New Plymouth 5 settembre 1925 | Taranaki_Wanganui | 11 – 13 | New South Wales |  |

| Rotorua 9 settembre 1925 | Wairarapa | 8 – 38 | New South Wales |  |

| Auckland 12 settembre 1925 | Poverty Bay-East Coast | 3 – 11 | New South Wales |  |

| Taumarunui 16 settembre 1925 | Waikato-King Country | 16 – 19 | New South Wales |  |

| Arbitro: | F Sutherland |

|                                                                                   |           |                                       |
| mete: Brownlie 2, Cooke 2 Finlayson, McGregor Mill, Robilliard trasf.: Nicholls 6 | Marcatori | mete:Bowers Morrissey trasf.:Lawton 2 |

| Whangarei 23 settembre 1925 | North Auckland | 22 – 6 | New South Wales |  |